# Vestreno
Vestreno (lombardul: Vestren) település Olaszországban, Lombardia régióban, Lecco megyében. Lakosainak száma 305 fő (2018. január 1.). Vestreno Dervio, Dorio, Sueglio és Introzzo községekkel határos.

## Népesség
A település lakossága az elmúlt években az alábbi módon változott:

| 2017 | 310 |
| 2018 | 305 |